# Proto Scooters

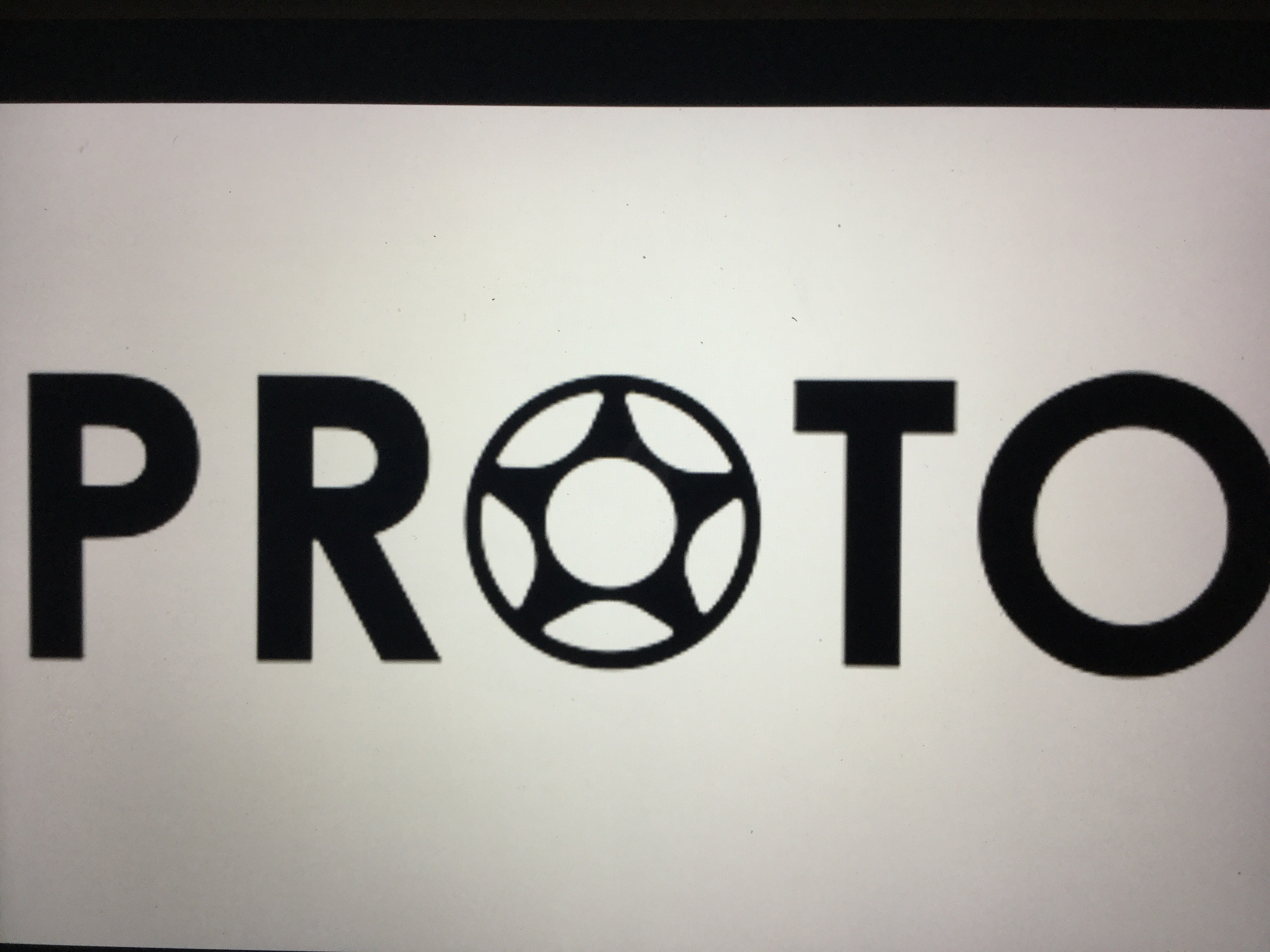
Imatge logo

Proto scooters és una marca de freestyle scooters. Va ser fundada per Andrew Broussard a San Diego, Califòrnia. Tot va començar a principis dels 2000, Andrew Broussard va canviar la indústria del scooter. Ho va fer millorant els scooters que ja existien i posteriorment creant ell mateix un sistema per millorar la durabilitat dels scooters en general.

## Història
Proto Scooters va ser fundat per Andrew Broussard a San Diego, Califòrnia. Aquesta marca dissenya i fabrica components per scooters freestyle. Es van fer famosos per les idees que va tenir el seu creador. Un dels primers invents va ser el sistema de compressió estàndard, també va inventar la primera base de scooter de dues peces. Quan va crear la base de dues peces va canviar la indústria, ja que es podia estalviar una gran quantitat de diners al llarg del temps i millorar la resistència dels materials.
Tots els nous productes que va treure al mercat van ser a base de prova i error.

## Tdi

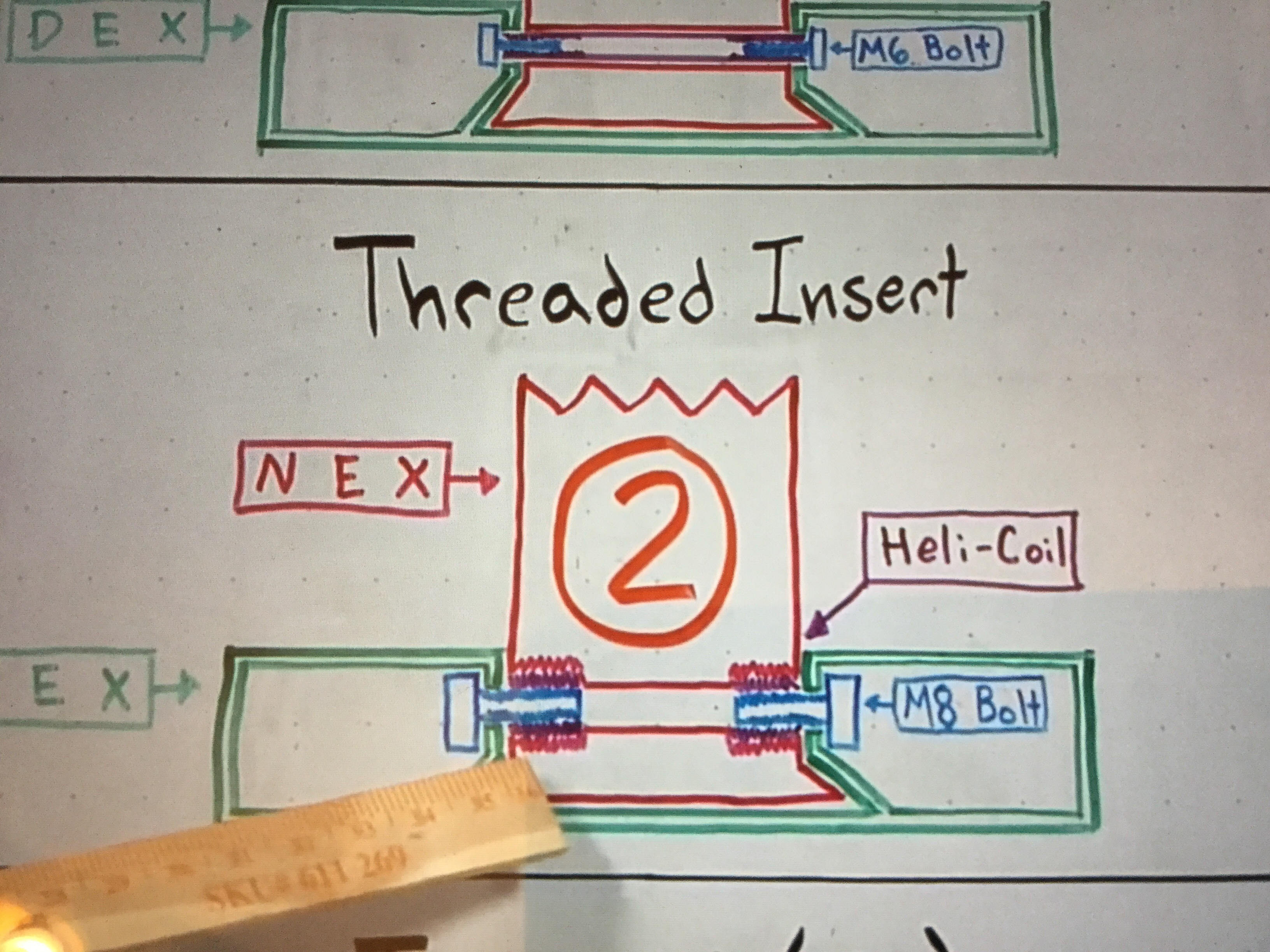
Sistema tdi

Aquest producte va ser creat a partir d'analitzar els problemes que tenia la gent amb els scooters de l'època que ja no eren suficientment robusts per aguantar els cops que feien els scooters freestyle. Al principi, Andrew Broussard va començar a millorar les bases ja existents i les afegia cargols per veure si duraven més. A partir de fer molts prototips anava veient quina era la millor opció. Es va adonar que quan el coll de la base es trencava, tot s'inutilitzava. Amb més prototips i amb l'ajuda del seu avi va veure que fent un mascle femella amb el coll i la base s'eliminava un punt on es podia partir.

## Missió
A mesuraque la popularitat de l'esport que ha esdevingut “scooter freestyle” creixia, la indústria va experimentar una afluència de marques que van començar a inundar el mercat amb scooters de joguina, tot això per suplir una demanda sense conèixer els requisits del món real de muntar en scooter freestyle. La majoria d'aquestes marques no tenien cap concepte de compatibilitat de rendiment ni de components,  Van acabar omplint la indústria amb scooters que, de nou, van caure amb les expectatives dels “riders”, els scooters de joguina eren de mala qualitat i es trencaven. La missió de PROTO aportava una millora en la fabricació i disseny de scooters per subministrar els “riders “ que necessiten peces de millor qualitat.

## Patents
PROTO scooter a obtingut dos patents dels Estats Units premiats pel sistema de compressió estàndard (Patent nord-americana núm. 8.657.522), la integració de la coberta de Tunglok (patent US # 8.528.921) i altres dissenys que han revolucionat i estandarditzat eficaçment tota la construcció i el muntatge de scooters freestyle moderns. Van passar anys abans en la fase de prototipat del disseny, d'aquí el nom PROTO acompanyat d'una roda de plàstic.

## Riders
A mesura que les “video parts”  de PROTO i les seves idees van començar a circular per la comunitat de “scooters”, van atraure persones que recolzaven la seva missió. Però tots els que han format part de l'equip han ajudat a provar els prototips per millorar-los. Els prototips han estat el que ha distingit l'empresa de les altres.